# Randevú Párizsban
A Randevú Párizsban (Rendezvous in Paris/Rendez-vous à Paris), 1982-es francia–német film Gabi Kubach rendezésében. A film Vicki Baum azonos nevű regényének adaptációja. Claude Jade, Harald Kuhlmann és Barry Stokes játssza a főszerepeket.

## Története
Berlin, 1930. Az érzékeny Evelyn Droste férjhez megy Kurt Droste bíróhoz. Evelyn megismerkedik az amerikai Frank Davisszel. Egy héttel később titokban meglátogatja az amerikait Párizsban, és ezzel kockára teszi a házasságát. De Evelyn csak egy kaland Frank számára.

## Szereplők
- Claude Jade: Evelyn Droste
- Harald Kuhlmann: Kurt Droste
- Barry Stokes: Frank Davis (magyar hangja: Csankó Zoltán)
- Vérénice Rudolph: Marianne

## További információ
- Randevú Párizsban az Internet Movie Database-ben (angolul)
- Randevú Párizsban a Box Office Mojón (angolul)